# Fulgens Radiatur

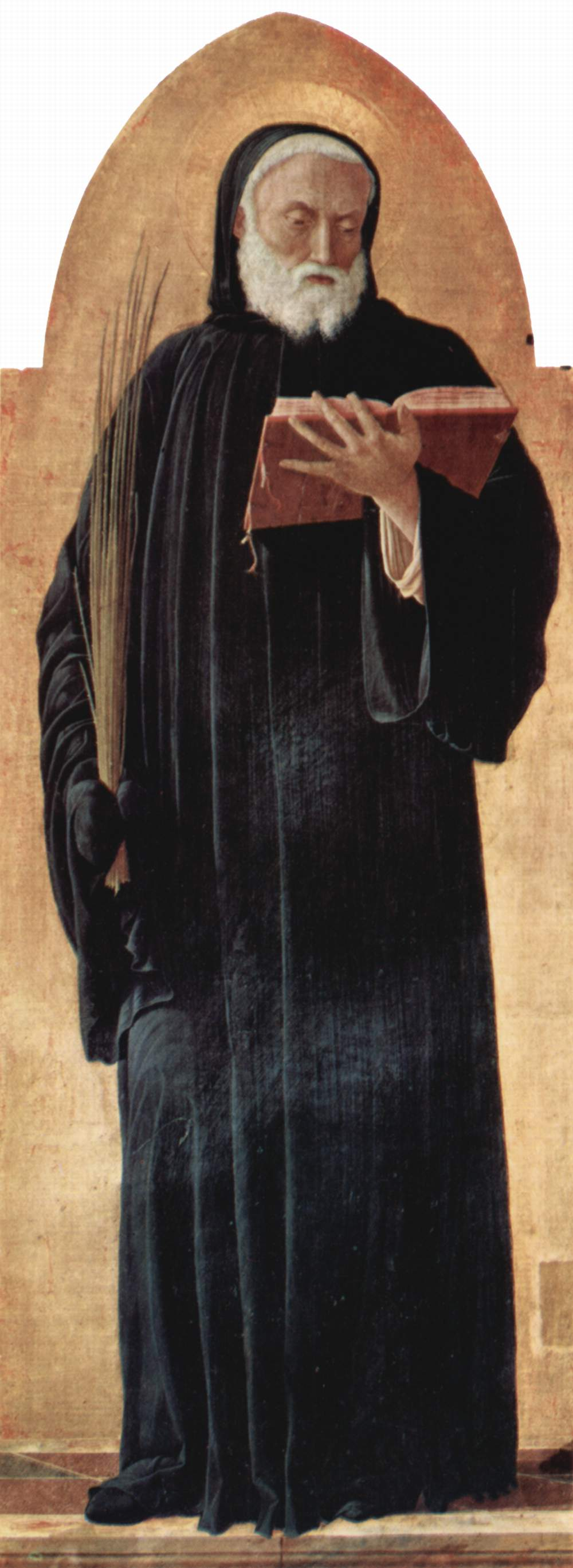
Святий Бенедикт

Fulgens Radiatur — одинадцята енцикліка папи Пія XII, опублікована 21 березня 1947 року. Енцикліка присвячена 1400-річчю від дня смерті святого Бенедикта Нурсійського.

## Зміст
- I. Історичний образ патріарха
- II. Заслуги святого Бенедикта і його ордену перед церквою і цивілізацією
- III. Повчання правил Бенедикта сучасному світові
- IV. Відновлення монастиря Монте Кассіно, як необхідна данина визнанню